# Lambertsbaai
Lambertsbaai è una cittadina costiera sudafricana situata nella municipalità distrettuale di West Coast nella provincia del Capo Occidentale.

## Geografia fisica
Il piccolo centro abitato si affaccia sull'oceano Atlantico a circa 56 chilometri a ovest della città di Clanwilliam. La costa alterna lunghe spiagge di sabbia bianca a tratti rocciosi.